# Großer Brandstein
Il monte Großer Brandstein si trova a 2.003 m sopra il livello del mare, nel gruppo occidentale dell'Hochschwab nells regione austriaca della Stiria.

## Posizione e dintorni
L'imponente Brandstein si erge come un massiccio roccioso isolato nella parte occidentale del gruppo dell'Hochschwab. Svetta sopra l'altopiano carsico ricco di doline e ricoperto di montagne , a circa quattro chilometri e mezzo a nord-ovest della famosa Sonnschienalm. A ovest il massiccio è separato dal Kollmannstock (1768 m) dall'Höllsattel, a est la cresta corre sullo Schafhalssattel fino allo Schaufelwand (2012 m) e all'Ebenstein. A sud del Brandstein si trovano due rifugi estivi, la Pfaffingalm e l'Androthalm. A nord, di fronte alla vetta principale si trova il Kleine Brandstein (1800 m).
Sulla vetta corre anche il confine distrettuale tra Liezen a nord e Bruck-Mürzzuschlag a sud.

## Geologia e geomorfologia
Il massiccio del Brandstein è costituito dal calcare del Triassico Dachstein e si distingue chiaramente dall'ambiente circostante. Ai piedi meridionali della montagna si trovano resti di detriti di versante dell'età Würm e una stretta fascia di conglomerati del Cretaceo che corre da ovest a est. Quest'ultimo è da attribuire al calcareo alpino di Gosau. L'altopiano a sud è composto prevalentemente da calcare del Wetterstein.
L'imponente cresta tra Brandstein ed Ebenstein rappresenta il bordo di demolizione di una frana preistorica : questo imponente movimento di massa, noto come frana di Wildalpen, occupa un volume di circa 4-6 km³ e si estende dalla cresta fino alla valle Salzat. Oggi alcuni banchi, grandi fino a diversi 100.000 m³, offrono uno sguardo sulla struttura originaria della roccia. Il muro di pala, alla base del quale sono esposte le superfici di scorrimento della frana, è considerato un relitto di essa.

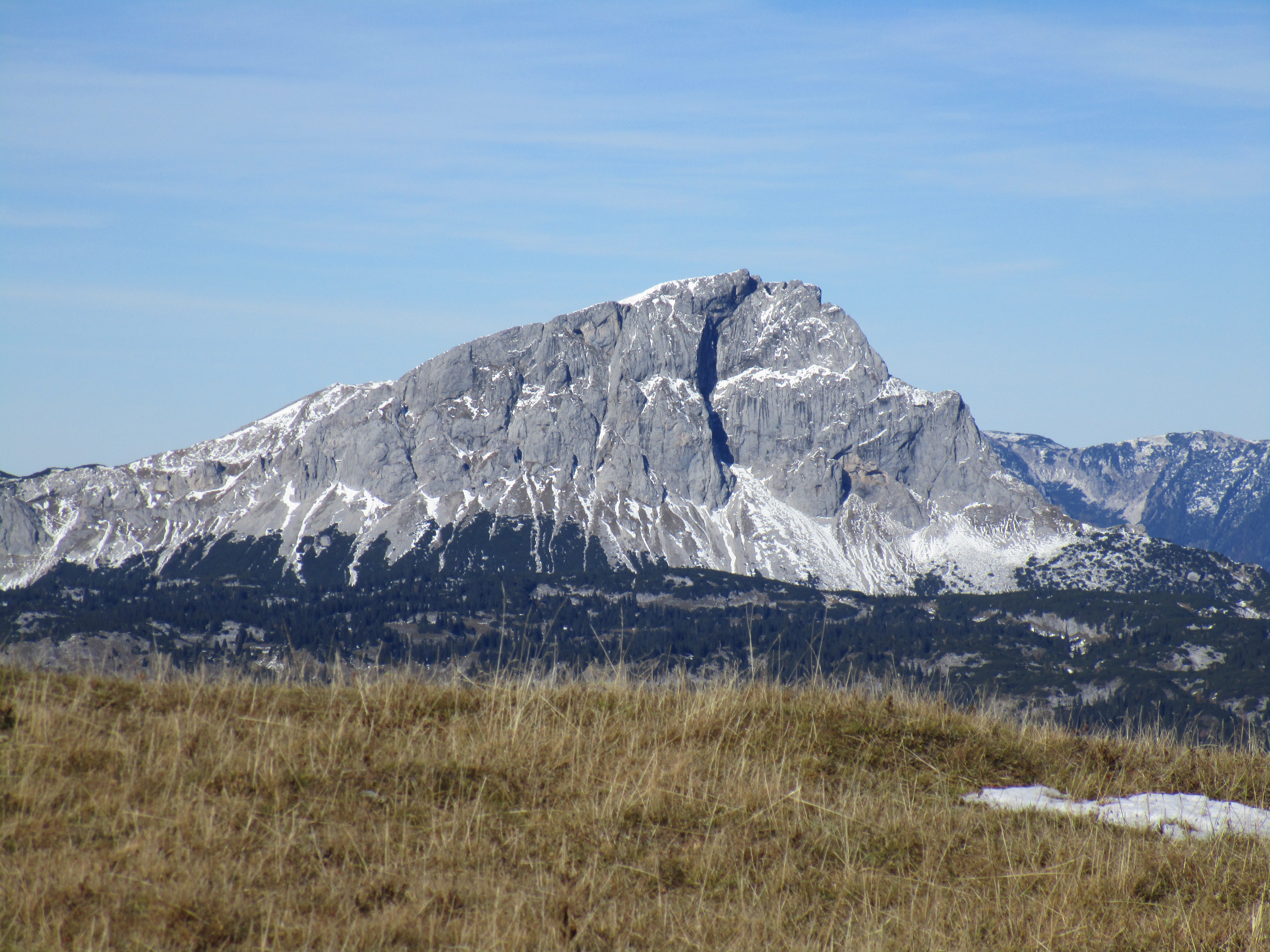

## Ascensione
I sentieri segnalati fino al Brandstein sono per lo più facili, ma lunghi. A causa della sua lontananza, la vetta è difficile da scalare nell'ambito di un tour di un giorno e viene quindi scalata meno frequentemente rispetto alle montagne vicine. Per questo motivo è stata soprannominata “la grande montagna solitaria nella parte occidentale del gruppo dell'Hochschwab”. Una variante particolarmente impegnativa prevede una traversata est-ovest con difficoltà fino al III+ .
Punti di partenza 
- Sonnschienhütte , passando per la Androthalm : 3 ore.
- Gsollkehre presso Eisenerz (932 m), passando per la malga Pfaffingalm : 4 ore.
- Leopoldsteiner See , attraverso la Fobistal : 5 ore.
- Wildalpen , passando per lo Schafhalssattel : 5 ore e mezza.
- Präbichl , passando per la malga Pfaffingalm : 5 ore e mezza.
- Tragöß -Oberort.
- tramite la Sonnschienhütte: 6 ore o attraverso il Jassinggraben : 6 ore e mezza.